# 222032 Lupton
222032 Lupton este un asteroid din centura principală de asteroizi.

## Descriere
222032 Lupton este un asteroid din centura principală de asteroizi. A fost descoperit pe 19 septembrie 1998 la Apache Point în cadrul programului Sloan Digital Sky Survey. Asteroidul prezintă o orbită caracterizată de o semiaxă mare de 3,05 ua, o excentricitate de 0,09 și o înclinație de 0,9° în raport cu ecliptica.